# Еллсворт (Мічиган)
Еллсворт (англ. Ellsworth) — селище (англ. village) в США, в окрузі Антрім штату Мічиган. Населення — 367 осіб (2020).

## Географія
Еллсворт розташований за координатами 45°10′2″ пн. ш. 85°14′35″ зх. д. / 45.16722° пн. ш. 85.24306° зх. д. (45.167207, -85.242917).  За даними Бюро перепису населення США в 2010 році селище мало площу 2,07 км², з яких 1,86 км² — суходіл та 0,21 км² — водойми.

## Демографія
Згідно з переписом 2010 року, у селищі мешкало 349 осіб у 142 домогосподарствах у складі 100 родин. Густота населення становила 169 осіб/км².  Було 186 помешкань (90/км²).
Расовий склад населення:
| - 97,1 % — білих - 0,6 % — чорних або афроамериканців |

До двох чи більше рас належало 1,4 %. Частка іспаномовних становила 0,6 % від усіх жителів.
За віковим діапазоном населення розподілялося таким чином: 24,9 % — особи молодші 18 років, 59,6 % — особи у віці 18—64 років, 15,5 % — особи у віці 65 років та старші. Медіана віку мешканця становила 42,9 року. На 100 осіб жіночої статі у селищі припадало 91,8 чоловіків;  на 100 жінок у віці від 18 років та старших — 88,5 чоловіків також старших 18 років.
Середній дохід на одне домашнє господарство  становив 49 385 доларів США (медіана — 48 750), а середній дохід на одну сім'ю — 62 430 доларів (медіана — 57 000). Медіана доходів становила 40 588 доларів для чоловіків та 28 750 доларів для жінок. За межею бідності перебувало 10,3 % осіб, у тому числі 6,8 % дітей у віці до 18 років та 7,0 % осіб у віці 65 років та старших.
Цивільне працевлаштоване населення становило 241 осіб. Основні галузі зайнятості: мистецтво, розваги та відпочинок — 23,2 %, виробництво — 19,9 %, освіта, охорона здоров'я та соціальна допомога — 17,0 %.